# بلكات
بُلِكات هي مدينة وميناء تاريخي في ولاية تامل نادو الهندية، وبالتحديد في ضاحية تيروفللور. موقع المدينة يبعد عن تشيناي - عاصمة الولاية - حوالي 60 كيلومترا باتجاه الشمال. أول الأوروبيين الذين جاؤوا إلى هذه المدينة هم البرتغاليون حيث أسسوا محطة تجارية في المدينة سنة 1502 ثُمّ بنوا قلعة فيها إلى أن هُزموا أمام الهولنديين الذين سيطروا على هذه القلعة وأخذوها منهم سنة 1602.